# Grimmia hartmanii
Grimmia hartmanii (deutsch Hartmans Kissenmoos, Himbeer-Kissenmoos; Syn.: Dryptodon hartmanii (Schimp.) Limpr.) ist eine Laubmoos-Art aus der Familie Grimmiaceae.

## Merkmale
Die bis 6 Zentimeter großen Pflanzen bilden lockere, hell- bis dunkelgrüne Rasen. Die Stämmchen haben im Querschnitt keinen Zentralstrang und sind gleichmäßig beblättert. Die Blätter sind trocken verbogen und zusammengedreht, feucht aufrecht abstehend bis sichelförmig gekrümmt. Sie sind aus breiterem Grund allmählich lang zugespitzt, haben eine kräftige bis in die Blattspitze reichende Rippe und sind in der oberen Blatthälfte deutlich gekielt mit V-förmigem Querschnitt. Meist ist der Blattrand an einer Seite im mittleren Blattbereich zurückgebogen. Die oberen Stämmchenblätter haben eine kurze gezähnte Glasspitze. 
Die Blattränder sind von der Blattspitze bis über die Mitte herab an den Rändern in ein bis zwei Zellreihen zweischichtig, sonst ist die Lamina einzellschichtig. Die Laminazellen sind alle dickwandig, am Blattgrund beiderseits der Rippe rechteckig und bis etwa sechsmal so lang wie breit, zu den Rändern hin kürzer bis quadratisch; die Zellen der Blattmitte kurz rechteckig bis rundlich-quadratisch und etwas buchtig.
Das diözische Moos bildet nur sehr selten Sporenkapseln aus. Sehr häufig jedoch befinden sich an den Blattspitzen gelbliche bis rote an Himbeeren erinnernde Brutkörper.

## Verbreitung und Standortansprüche
Grimmia hartmanii wächst besonders in Laubwäldern der Mittelgebirge auf kalkfreiem Gestein an schattigen, mäßig trockenen bis frischen und luftfeuchteren Standorten. Das Moos ist über weite Teile der Nordhemisphäre verbreitet. Die Vorkommen in weiten Teilen Deutschlands werden als zurückgehend eingestuft.